# Thomas Wilson (bisschop)

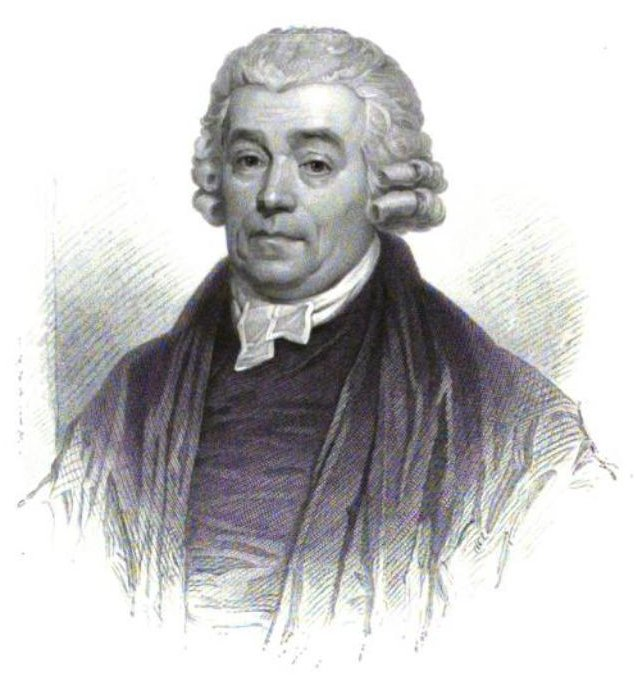
Thomas Wilson, portret in de National Portrait Gallery, Londen

Thomas Wilson (Burton (Cheshire), 20 december 1663 – Michael op het eiland Man, 7 maart 1755) was een Engels anglicaans bisschop en schrijver.
Wilson studeerde aanvankelijk medicijnen aan het Trinity College in Dublin. Hij besloot echter in 1685 geestelijke te worden en een jaar later werd hij hulppredikant bij zijn oom in Newchurch Kenyon in Lancashire.
In 1692 werd hij de persoonlijk kapelaan van William Stanley, 9e graaf van Derby, en tevens tutor van diens zoon. De graaf bekleedde destijds de functie van Lord of Mann en als zodanig drong hij erop aan dat Wilson de vacante positie zou innemen van bisschop van Sodor en Man. Dit diocees omvatte het eiland Man en viel onder de kerkprovincie York. Na enige aarzeling aanvaardde hij dit ambt op 35-jarige leeftijd.
Hij vestigde zich in de plaats Michael op het eiland en nam de wederopbouw van de vervallen kerken ter plaatse en het herstel van de ontaarde kerkelijke discipline voortvarend ter hand. Ook spande hij zich in voor de verbetering van het onderwijs en stichtte mede in dat kader verschillende bibliotheken. Tevens maakte hij zich sterk voor een verbetering van de rechten van de gewone burgers. Door zijn toewijding wist hij zich op den duur verzekerd van een hartelijke relatie met de bevolking. Een en ander ging echter niet zonder de nodige controverses. Hij werd beboet en bracht enige tijd door in de gevangenis omdat hij volhardde in de schorsing van zijn aartsdeken wegens ketterij.
In 1707 verscheen zijn werk The Principles and Duties of Christianity. Dit was het eerste boek dat werd gedrukt in het Manx. Zijn essayistisch werk Sacra Privata verscheen postuum in 1781.
- Bibliothèque nationale de France: cb12045665q (data)
- Gemeinsame Normdatei: 123619076
- International Standard Name Identifier: 0000 0001 0652 9608
- Library of Congress Control Number: n85388089
- Nationale bibliotheek van Australië: 35989524
- Nationale Bibliotheek van Israël: 987007270066405171
- Nederlandse Thesaurus van Auteursnamen: 263663426
- Istituto Centrale per il Catalogo Unico: TO0V482569
- LIBRIS: 339086
- SNAC: w6tg52xx
- Système universitaire de documentation: 028668715
- Trove: 1175259
- Virtual International Authority File: 7408837
- WorldCat: E39PBJcBWTVCPwgf6FYTFqJqwC